# Geostiba pluvigena
Geostiba pluvigena är en skalbaggsart som beskrevs av Vladimir I. Gusarov 2002. Geostiba pluvigena ingår i släktet Geostiba och familjen kortvingar. Inga underarter finns listade i Catalogue of Life.